# 戒融
戒融（かいゆう）は、奈良時代の日本の僧侶。入唐した留学僧。

## 記録
後述の記述から、遣唐使に随行した留学僧であろうと思われる。
『続日本紀』の以下の記述のみに登場する。
天平宝字7年（763年）、渤海使の王新福らを渤海に送り届けた板振鎌束の船に同乗し、帰国の途につこうとしていたが、途中で暴風に遭い、嵐の原因を、戒融が引き連れていた優婆塞と、同じ船に乗船していた学生高内弓の家族（妻・幼児・乳母）に見た鎌束により、この4人を海中に投じられてしまった。しかし、風の勢いは収まらず、隠岐国に漂着している。この後、鎌束は獄に入れられた、という。
その後の戒融の事績は不明である。なお、この翌年の天平宝字8年（764年）7月に新羅使大奈麻の金才伯らが大宰府の博多津に到着し、唐使の韓朝彩が渤海より新羅に到着し、戒融の安否を尋ねていることを伝言している。大宰府は乾政官（太政官）からの符により、戒融は去年の10月に帰国している旨を報告している。